# Keanu Ebanks
Keanu Ebanks (Leeds, 7 aprile 1994) è un giocatore di football americano britannico, che gioca come offensive lineman per i Frankfurt Galaxy.